# Invasión japonesa de Taiwán (1895)
La Invasión japonesa de Taiwán (chino tradicional: 乙未戰争) (mayo-octubre 1895) fue un conflicto entre el Imperio del Japón y las fuerzas armadas de la efímera República de Formosa, a raíz de la cesión de la dinastía Qing de Taiwán a Japón en abril de 1895 al final de la primera guerra sino-japonesa. Los japoneses trataron de tomar el control de su nueva posesión, mientras que las fuerzas republicanas lucharon para resistir a la ocupación japonesa. Los japoneses cayeron cerca de Keelung en la costa norte de Taiwán el 29 de mayo de 1895, y en una campaña de cinco meses arrasó el sur de Tainan. A pesar de su avance se vio frenado por la actividad guerrillera, los japoneses derrotaron a las fuerzas de Formosa (una mezcla de unidades regulares chinas y milicias Hakka locales) cada vez que trató de hacer un soporte. La victoria japonesa en  Baguashan el 27 de agosto, la mayor batalla jamás librada en suelo taiwanés, condenó a la resistencia de Formosa a una derrota anticipada. La caída de Tainan el 21 de octubre terminó la resistencia organizada a la ocupación japonesa, y se inauguraron  cinco décadas de la ocupación japonesa de Taiwán.

## El preludio de la invasión

### Ocupación japonesa de las islas Pescadores
En 1894 China y Japón fueron a la guerra. En pocos meses los japoneses derrotaron a la flota de Beiyang de China, derrotó a los ejércitos chinos en Manchuria, y capturaron Port Arthur y Weihaiwei. Aunque casi todos los combates tuvieron lugar en el norte de China, Japón tuvo importantes ambiciones territoriales en el sur de China. A medida que la  guerra se acercaba a su fin, los japoneses tomaron medidas para asegurarse de que Taiwán sería cedido a Japón en el marco del tratado de paz final y que ellos estaban bien situados para ocupar militarmente la isla. En marzo de 1895 las negociaciones de paz entre Japón y China se abrió en la ciudad japonesa de Shimonoseki. A pesar de las hostilidades en el norte de China fueron suspendidos durante estas negociaciones, Taiwán y Pescadores fueron específicamente excluidos del ámbito de aplicación del armisticio. La posesión de las islas Pescadores, situada a medio camino entre la China continental y Taiwán, es la clave para una exitosa ocupación de Taiwán.
Un rumor se difundió ampliamente en este momento que las autoridades chinas, al darse cuenta de que eran impotentes para impedir que Taiwán y las islas Pescadores cayeran en manos de Japón, se había ofrecido a cederlos temporalmente a Gran Bretaña, probablemente en el entendimiento de que serían devueltos en una fecha posterior. Según este rumor, la propuesta de China fue discutida por el gabinete británico, y el primer ministro británico Lord Rosebery y el Secretario de Relaciones Exteriores Lord Kimberley se negó incluso a considerarlo. Al parecer, la renuencia del gobierno británico a aceptar este regalo envenenado no se basa, como a veces se ha sugerido, en el temor de que la aceptación de Taiwán inmediatamente enredar a Gran Bretaña con Japón, sino en el cálculo de que si Taiwán se convirtió en colonia británica, ni siquiera temporalmente, una partición de venta al por mayor de China habría seguido.
Aunque las Pescadores estaban guarnecidas por 15 batallones regulares chinos (5.000 hombres) y defendida por la recientemente completada batería de defensa costera de Hsi-tai (Construido a finales de 1880 en respuesta a la captura de Pescadores por los franceses durante la guerra franco-china), los japoneses se vieron muy poca resistencia durante la operación de aterrizaje como los defensores estaban desmoralizados. Tomó los japoneses solo tres días para garantizar las islas. Después de un bombardeo naval de las fortalezas de China, las tropas japonesas desembarcaron en Fisher Island y la isla de P'eng-hu el 24 de marzo, lucharon varias acciones escrito de la defensa de las tropas chinas, capturó la batería clave Hsi-tai y ocupó Makung. En los próximos dos días ocuparon las otras islas principales del grupo de Pescadores. Las muertes japonesas en combate eran insignificantes, pero un brote de cólera poco después de la caída de las islas mató a más de 1.500 hombres de las fuerzas de ocupación japonesas. Los soldados de la derrotada guarnición china de las Pescadores, la mayoría de los cuales se rindieron sin luchar, fueron repatriados por los japoneses a China continental.

### Cesión de Taiwán a Japón y la proclamación de la República de Formosa

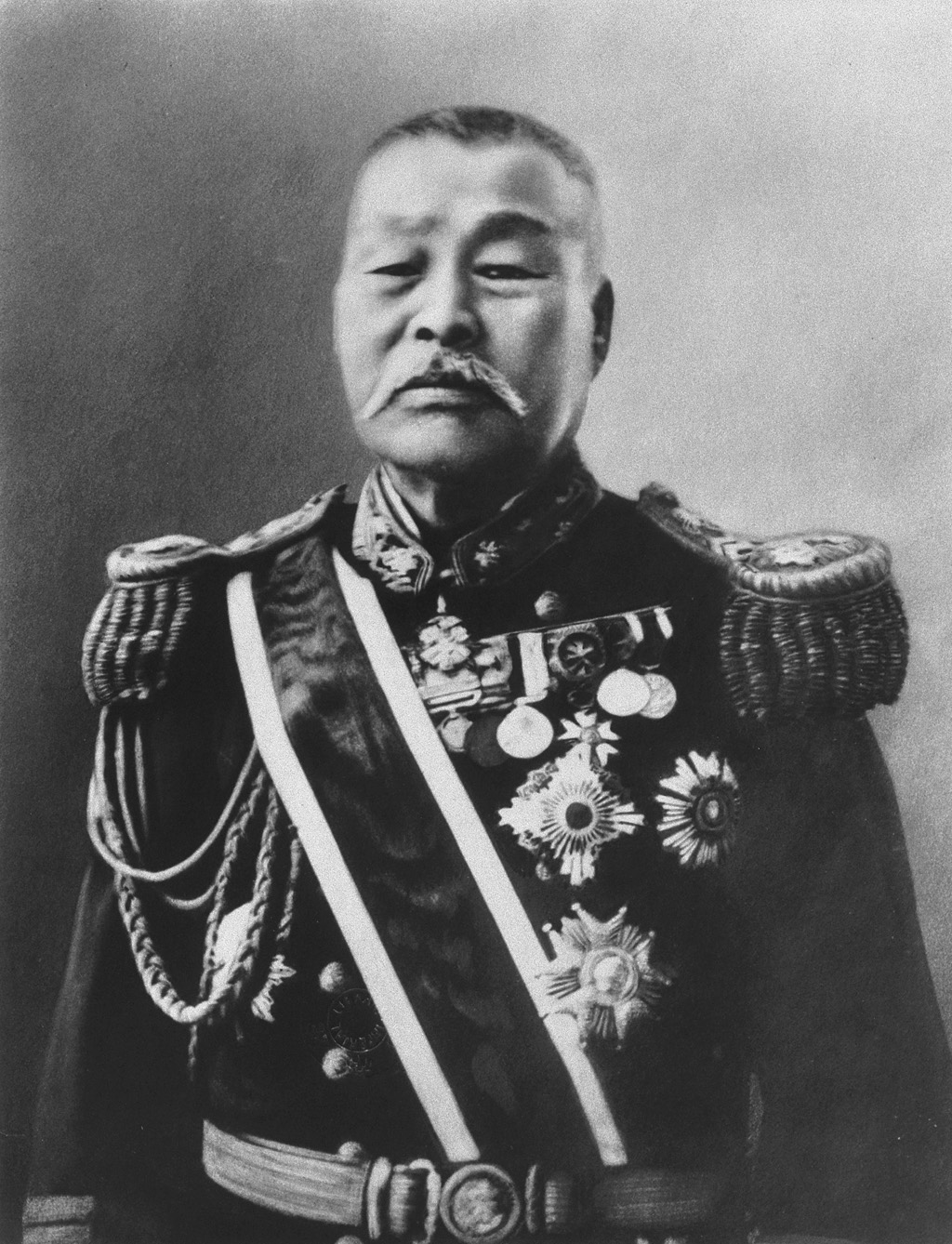
Almirante Kabayama Sukenori (1837–1922), el primer gobernador-general japonés de Taiwán.

La ocupación japonesa de las Pescadores fue de gran importancia estratégica, evitando que China no refuerce considerablemente sus guarniciones en Taiwán. Después de haber hecho casi imposible que China para combatir con éxito el caso de Taiwán, los japoneses presionaron sus reclamaciones a la isla en las negociaciones de paz. El Tratado de Shimonoseki se firmó el 17 de abril de 1895, y contenía una cláusula que exige la cesión de Taiwán y Pescadores. El 10 de mayo, el almirante Kabayama Sukenori fue nombrado el primer gobernador general japonés de Taiwán.
Cuando la noticia del contenido del tratado llegó a Taiwán, una serie de notables desde el centro de Taiwán encabezada por Chiu Feng-chia (丘逢甲) decidido resistir la transferencia de Taiwán a la ocupación japonesa. El 23 de mayo, estos hombres proclamaron el establecimiento de una libre y democrática República de Formosa en Taipéi.  Tang Ching-sung (唐景崧), el gobernador general Qing de Taiwán, fue persuadido para convertirse en el primer presidente de la república, y su viejo amigo Liu Yung-fu (劉永福), el retirado comandante del Ejército de la Bandera Negra que se había convertido en un héroe nacional en China por sus victorias contra los franceses en el norte de Vietnam una década atrás, fue invitado a servir como Gran General del Ejército.  Chiu Feng-chia fue nombrado Gran Comendador de la Milicia, con el poder para levantar las unidades locales milicias en toda la isla para resistir a los japoneses. On the Chinese mainland Chang Chih-tung (張之洞), el poderoso gobernador general de Liangkiang, tácitamente apoyó el movimiento de resistencia de Formosa, y los republicanos también nombró a Ch'en Chi-t'ung (陳季同), un deshonrado diplomático chino que entiende lamaneras de pensar europea, como ministro de Relaciones Exteriores de la República. Su trabajo consistirá en vender la República en el extranjero.
Hubo muy poco o ningún apoyo popular en Taiwán para la proclamación de la República, y muchos observadores occidentales consideran su establecimiento como una cínica estratagema por sus autores para evadir las obligaciones de China en virtud del Tratado de Shimonoseki. Actuando bajo la autoridad de la nueva República, las tropas chinas podrían resistir a los japoneses en Taiwán sin técnico incumplimiento de las disposiciones del tratado, y si tuvieron éxito Taiwán podría volver a China en una fecha futura. (A este respecto, fue significativo que la República nominalmente independiente reconociera la soberanía de China.) Por lo tanto, hubo poca simpatía en Europa por la República, a pesar de su manifiesto 'parisino'.

Bandera de la República de Formosa, 1895.

Tampoco hubo ningún tipo de apoyo para el movimiento de resistencia de Formosa en Pekín, como considerables esfuerzos diplomáticos estaban entonces a fin de persuadir a Japón a renunciar a la Península de Liaotung. Bajo los términos del Tratado de Shimonoseki, China había accedido a ceder la península a Japón, pero una vez que el contenido del tratado se conoció que había alarma en Europa a la rapacidad de Japón. En una gestión diplomática conocida como la Triple Intervención, Rusia, Francia y Alemania presionar a Japón a finales de abril de 1895 para restaurar la península a China. El 5 de mayo los japoneses acordaron retroceder la Península Liaotung a China a cambio de una indemnización mayor, pero hubo que esperar hasta diciembre de 1895 para negociar las enmiendas necesarias en virtud de tratados, y mientras las negociaciones estaban en curso las tropas japonesas se mantuvo en su lugar. Durante este período, la emperatriz viuda y sus funcionarios no había excelentes motivos para ofender a Japón, y la corte Qing se horrorizó cuando se enteró de la noticia a mediados de mayo que varios funcionarios de Taiwán destinados a resistir la ocupación japonesa y que se hablaba de la creación una República que reconozca la soberanía Qing. Poco antes de la proclamación de la República de Formosa, la corte Qing ordenó a Li Ching-fang (李經芳), el sobrino e hijo adoptivo del anciano estadista chino Li Hung-chang, para proceder a Taiwán y formalmente la transferencia de soberanía sobre la isla de China a Japón. También cableó un edicto imperial a Taipéi el 20 de mayo, dirigiendo a Tang Ching-sung ordenar a todos los funcionarios civiles y oficiales de todos los soldados Qing dejar Taiwán. Tang mismo se le ordenó regresar a Pekín.
Rechazada por la opinión pública europea y repudiada por China, la República de Formosa gozó solo de una semana de existencia ininterrumpida. Durante este tiempo se engalana con los adornos tradicionales de la soberanía. Los republicanos adoptaron una bandera nacional con un tigre amarillo sobre fondo azul, ordenó hacer un gran sello estatal de plata, y comenzó a emitir papel moneda y sellos de correos en nombre de la República. El ministro de Relaciones Exteriores Ch'en Chi-t'ung, que había vivido en Francia desde hace muchos años, fue responsable de moldear gran parte del simbolismo republicano.

## El curso de la guerra

### Primera fase: Keelung, Taipéi y Tamsui

#### Juifang y Keelung

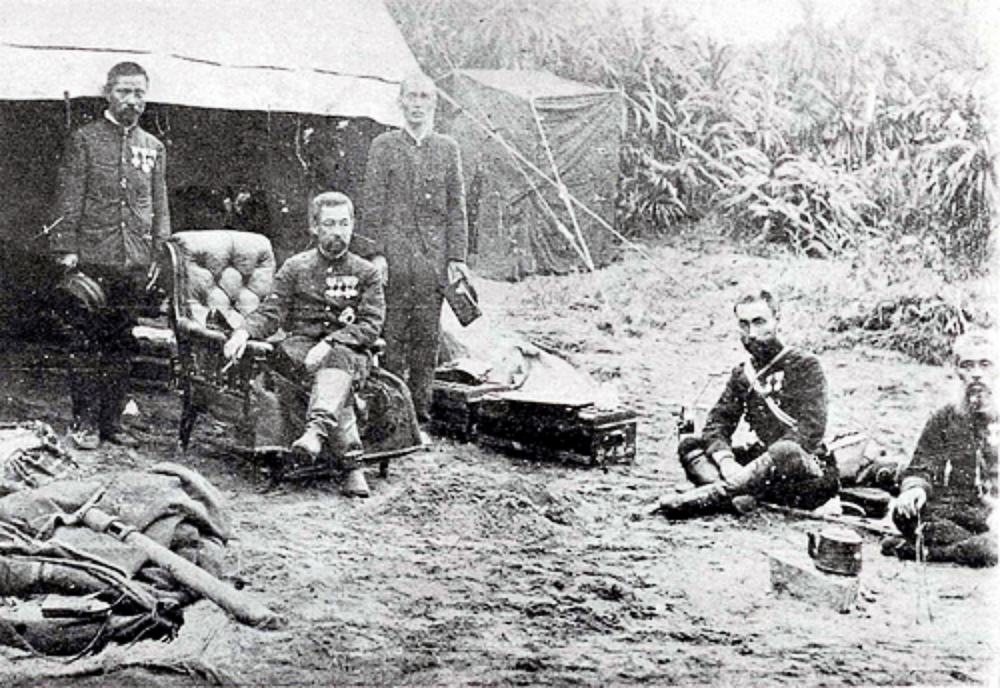
El príncipe Kitashirakawa Yoshihisa y sus generales en Audi, durante el desembarco japonés.

Mientras tanto, los japoneses estaban haciendo sus preparativos para la ocupación de Taiwán, en conformidad con las disposiciones del Tratado de Shimonoseki. La tarea de asegurar la nueva colonia nipona fue confiada a la división de la guardia imperial, que no había visto nada de acción durante los combates en Manchuria. 7.000 guardias, al mando del Príncipe Kitashirakawa Yoshihisa, abandonaron Port Arthur el 22 de mayo, a bordo de catorce transportes. Los preparativos de la expedición se hicieron con tanta prisa que no hubo tiempo para equipar a los guardias con uniformes de verano, siendo enviados al clima caliente y húmedo de Taiwán con el uniforme de invierno que llevaban para protegerse del frío de Manchuria. El 26 de mayo los transportes, escoltados por los buques de guerra Matsushima y Naniwa, llegó a las islas Ryukyu de propiedad japonesa al noreste de Taiwán y anclaron en el puerto de Nakagusuku en la costa oriental de Okinawa.
El 27 de mayo, el recién nombrado gobernador general de Formosa, el almirante Kabayama Sukenori, se unió a la expedición de Tokio. A la vista de los informes que había llegado a Japón de que los líderes de la autoproclamada República de Formosa estaban haciendo los preparativos para resistir un desembarco japonés, Kabayama consideró que no había tiempo que perder. En consecuencia, ordenó a los barcos a zarpar para Taiwán en el mediodía del mismo día. El 29 de mayo las primeras tropas de la División de Guardias Imperiales desembarcaron en la costa norte de Taiwán en Samtiao Point (三貂角) cerca del pueblo de Audi (澳底), varias millas al este de Keelung. Los japoneses habían pensado originalmente en desembarcar en Tamsui, pero encontrar la ciudad defendió cambiado sus planes en el último momento. El desembarco marcó el comienzo de la guerra. El compromiso importante tuvo lugar el 2 de junio, en Sui-hong (Juifang, 瑞芳). Las fuerzas defensoras chinas fueron derrotadas.
El 3 de junio, los japoneses capturaron la ciudad puerto de Keelung. A raíz de un bombardeo preliminar de las defensas costeras de la ciudad por los buques de guerra Matsushima, Oshima, Naniwa, el Takachiho y el Chiyoda, la Guardia Imperial atacó los fuertes de Keelung desde la parte trasera. la principal batalla tomó lugar alrededor de la batería Shih-ch'iu-ling (chino tradicional: 獅球嶺砲台). Once años antes, durante la guerra franco-china, las fuerzas chinas habían embotellada de un cuerpo expedicionario francés en Keelung durante siete meses en el Campaña Keelung, y la batería Shih-ch'iu-ling había sido lugar contra los franceses durante la mayor parte de la guerra. Ahora, en 1895, los japoneses rodearon la guarnición de la fortaleza y capturaron el fuerte con pocas pérdidas. Keelung fue ocupada en la tarde del 3 de junio, después de los jefes Qing huyeron de la ciudad y salió de la guarnición de la fuerza sin líderes. Las muertes japonesas en batalla por Keelung fueron 2 muertos y 26 heridos.

#### Transferencia de soberanía
Mientras que la lucha duró tierra en Keelung, la soberanía sobre Taiwán fue transferida formalmente de China a Japón en una ceremonia celebrada en la mañana del 3 de junio a bordo de uno de los buques de guerra japoneses en el puerto de Keelung. Japón y China estuvieron representados en este acto por dos plenipotenciarios, el Gobernador General Kabayama para Japón y Li Ching-fang, el hijo adoptivo de Li Hung-chang, para China. los numerosos enemigos de Li Hung-chang había dispuesto que la tarea desagradable de presidir la entrega de Taiwán a los japoneses deben ser arrojados sobre los hombros de su hijo. La ocasión era profundamente humillante para Li. Los japoneses habían esperado preparar la ceremonia de entrega en tierra, en la capital Taipéi, pero pronto descubrió que Li tendría la suerte de escapar con su vida si pone un pie en suelo taiwanés. A medida que el negociador del Tratado de Shimonoseki que entregó Taiwán a Japón, Li Hung-chang era detestado por los isleños, y que ahora estaban furiosos al enterarse de que su hijo se le había confiado la tarea de ceder formalmente la soberanía de China sobre la isla. Las etiquetas se publicaron en ciudades de todo Taiwán prometiendo odio eterno a Li Hung-chang y a su familia, y Li Ching-fang se vio obligado a pedir a los japoneses a realizar la ceremonia de transferencia en el mar en vez de en tierra. Los japoneses accedieron a esta demanda.

#### Huida de Tang Ching-sung
Cuando la noticia de la derrota de Keelung llegó a Taipéi el 4 de junio, los líderes republicanos rápidamente abandonaron el barco. En la noche del 4 de junio, el presidente Tang y el general Chiu huyeron a Tamsui, y de ahí navegaron hacia el continente en la mañana del 6 de junio abordaron el buque de vapor "Arthur". Su partida se retrasó por un día a causa de los desórdenes en Tamsui (véase más adelante).

#### Ocupación japonesa de Taipéi

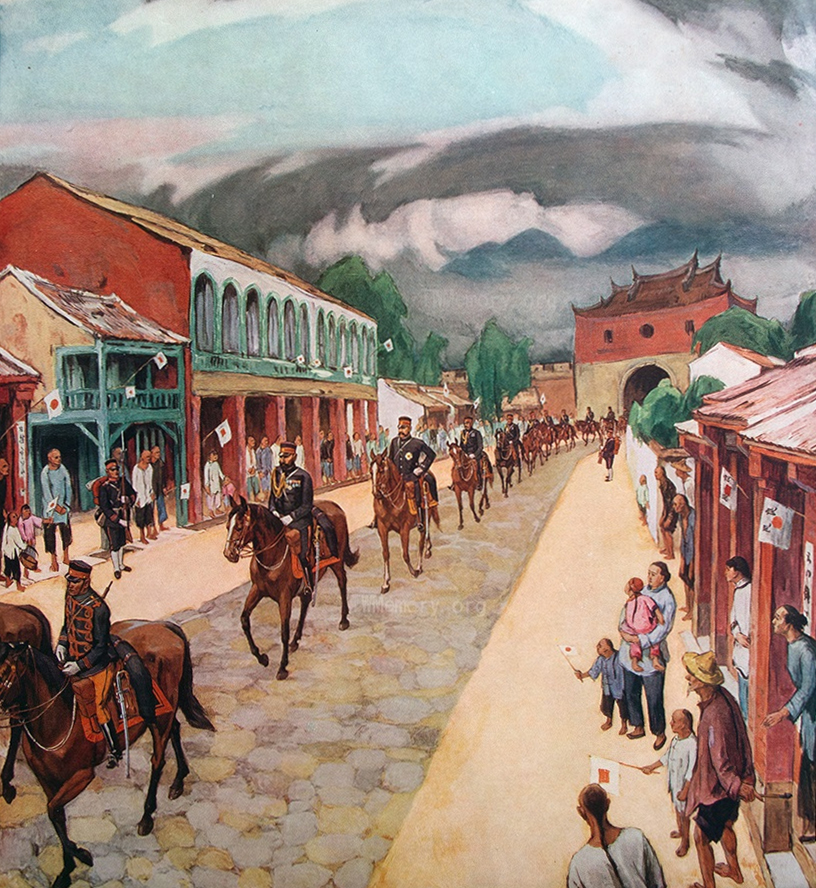
Las tropas japonesas ocupan Taipéi, 7 de junio de 1895.

Sin líderes y sin goce de sueldo, las tropas de la guarnición de Taipéi abandonaron sus puestos y comenzaron a saquear la ciudad. El depósito de pólvora de la ciudad fue incendiado, y se produjeron varios disparos mortales. Alarmado por el creciente caos, un número de hombres de negocios locales, incluyendo el influyente Koo Hsien-jung, decidió invitar a los japoneses. Por iniciativa de Koo, tres representantes de la comunidad extranjera de la ciudad, partió de Taipéi, con la intención de hacer contacto con las fuerzas japonesas en Keelung y les instamos a entrar en Taipéi para restablecer el orden. Los enviados extranjeros se reunieron un grupo de japoneses en Tsui-tng-ka (Shui-fan-chiao, 水返腳, modern Hsichih) el 6 de junio, y cuando se enteró de la creciente desorden en Taipéi el comandante japonés ordenó inmediatamente un anticipo para ocupar la ciudad. Las tropas japonesas entraron por primera vez en Taipéi en la madrugada del 7 de junio, y durante los siguientes dos días dejó los disturbios. La mayoría de los soldados chinos en Taipéi entregaron sus armas sin oponer resistencia.

#### Ocupación japonesa de Tamsui
Durante la primera semana de junio, mientras que los japoneses estaban asegurando Keelung y avanzando en Taipéi, la ley y el orden se rompió en Tamsui. El 5 de junio, Tang Ching-sung y varios altos ministros abordaron el barco de vaporArthur en Tamsui, con intención de escapar a la China continental, y se rumoreaba que había con ellos grandes sumas de dinero que se adeuda en pagar a las guarniciones de las ciudades chinas del norte. Un gran número de soldados chinos en vuelo desde Keelung había derramado en Tamsui el 4 de junio y el 5 de junio un grupo de soldados abordaron el barco de vapor y extorsionaron a $ 45.000 de sus pasajeros. El dinero fue distribuido entre las diversas unidades de infantería presente en Tamsui. On the evening of 5 June the gunners of Tamsui's Hobe Fort, indignado de que habían quedado fuera de esta distribución del botín, amenazaron con disparar contra el barco de vapor a menos que se encontrara un soborno adecuado. Los trabajadores europeos de la Aduana Marítima plantearon la suma exigida ($ 5.000) durante la noche y se lo entregó a los artilleros, a cambio de la recámaras de cuatro cañones Krupp de la fortaleza. El Fuerte Hobe, la 'llave de la puerta norte' (北門鎖鑰) como los chinos lo llamaban, había sido construido solo unos años antes a un alto costo por el gobernador chino Liu Ming-ch'uan. Ahora estaba efectivamente desarmada antes de que se hubiese disparado un tiro a los japoneses. Durante la tarde del 6 de junio, Arthur se levantó e intentó dejar Tamsui, como su capitán pensó que ya era seguro hacerlo, pero fue atacado en varias ocasiones por una batería de campo chino. Alrededor de cincuenta soldados chinos a bordo del vapor resultaron heridas por la explosión de los cartuchos y varios soldados murieron, entre ellos el capitán del guardalespaldas de Tang Ching-sung.  El cañonero alemán Iltis, que había sido enviado a Tamsui para proteger a los residentes europeos de la ciudad, inmediatamente respondió, poniendo la batería china fuera de acción.  Arthur partió de Tamsui aquella noche con Tang Ching-sung y la mayoría de los oficiales superiores de la República a bordo. Las tropas chinas en Tamsui empezaron a saquear la ciudad, destacando a las residencias para extranjeros ricos, a una atención inmediata, pero la presencia del Iltis y el buque de guerra británico Redbreast disuadieron de hacer ataques físicos a los extranjeros. El orden fue restablecido con la llegada de los japoneses. El 7 de junio de dos buques de guerra japoneses entró al puerto de Tamsui, y su aparición inmediatamente poner fin a los saqueos. El 8 de junio dieciocho soldados de caballería japonesa avanzó hacia el norte de Taipéi y Tamsui ocupada sin disparar un tiro, teniendo la entrega de varios cientos de soldados chinos.

#### Acontecimientos políticos
El 14 de junio, el almirante Kabayama llegó a Taipéi, y anunció el establecimiento de la administración japonesa en Taiwán. Con el norte de Taiwán ahora firmemente bajo su control, los japoneses repatriaron a los miles de soldados chinos capturados en Keelung, Taipéi y Tamsui durante la breve campaña. Los transportes de Japón los llevaron a través del Estrecho de Formosa y los desembarcaron en el puerto de Amoy, en la provincia de Fukien.
La primera fase de la campaña había visto la huida del presidente republicano Tang Ching-sung, de la ocupación japonesa de Keelung, Taipéi y Tamsui y la rendición de las guarniciones republicana en el norte de Taiwán. Se esperaba en general, tanto por los japoneses y observadores extranjeros, que la resistencia a la ocupación japonesa de Taiwán ahora se evaporaría. El corresponsal de guerra estadounidense James Davidson comentó:
Las esperanzas de un pronto fin a la guerra resultó ser prematura. A finales de junio quedó claro que todas las principales ciudades de la isla tendría que ser ocupado por la fuerza antes de que la oposición a la invasión japonesa se derrumbó. La resistencia popular a la invasión japonesa fue creciendo, la disminución del ritmo de su avance al sur de Taipéi, y el 26 de junio la presidencia de la República de Formosa fue asumida por Liu Yung-fu en Tainan. Este gesto, que su transferencia efectiva de la capital republicana de Taipéi a Tainan, prolongó la vida de la República por otros cinco meses.

### Segunda fase: Hsinchu, Miaoli y Changhua
La captura de Tainan se convirtió en un imperativo político y estratégico para los japoneses. Sin embargo, esto resultó ser más fácil decirlo que hacerlo. Frente a la creciente resistencia a su ocupación, los japoneses fueron incapaces de avanzar de inmediato en Tainan. En la segunda fase de la campaña, de junio a agosto, los japoneses garantizado el centro de Taiwán mediante la ocupación de Miaoli y Changhua. Luego hizo una pausa durante un mes, y solo se embarcó en la tercera y última fase de la campaña, el avance de Tainan, en octubre.

#### Captura de Hsinchu por los japoneses
El 11 de junio, la División de la Guardia Imperial abandonó Taipéi y comenzó a avanzar hacia el sur. Sus objetivos inmediatos eran Tokoham (Taoyuan) y Tek-cham (Hsinchu). Los japoneses capturaron Hsinchu sin problemas el 22 de junio. Las tropas chinas de la guarnición de Hsinchu se quitaron los uniformes y entregaron las armas a los japoneses tan pronto como entraron en la ciudad.

#### Operaciones de las milicias formosanas en los alrededores de Hsinchu
Hasta ahora, los japoneses habían estado luchando Qing tropas regulares, la mayoría de los cuales solo quería salir de la tierra extranjera de Taiwán y el retorno al territorio continental de China tan pronto como sea posible. Tenían poco estómago para la lucha contra los japoneses, y no hizo ningún intento para derrotarlos, cuando se resistió. James Davidson, que había visto sus cualidades por sí mismo en Keelung, Taipéi, Hsinchu y Tamsui, fue mordaz en sus críticas a su desempeño:

Las tropas chinas equipados con armas de buena o mala, sin procedimiento, y no calificada en las tácticas de extranjeros, protegidos por fuertes magnífica con grandes armas modernas, o detrás de tapias con jingals, se llevó a cabo siempre con apenas una característica redentora. Sus fuerzas de avanzada para lograr nunca un ataque a menos que estuvieran seguros de que su posición permitida de un retiro fácil y que superaban en número a sus oponentes. Sé de apenas un solo caso en que, en el claro, que han resistido estoicamente contra una fuerza acercarse, bajo cualquier lugar cerca de la igualdad de condiciones. Es una maniobra habitual de los chinos para que ellos mismos elaboran de esplendor poderoso en algunas parcelas de tierra abierta a la vista del enemigo, y si el último avance hacia ellos, para comenzar a disparar todas las armas disponibles, aunque puede ser completamente fuera de rango. Esto continúa hasta que el enemigo ha avanzado suficientemente cerca para que sus balas sentir en las filas de China, y entonces hay una dispersión y una lucha por una posición más segura, donde sus fuerzas rally nuevo para repetir la misma táctica que antes.

Después de la caída de Hsinchu, sin embargo, las tropas de contratación local de Formosa comenzó a tomar la iniciativa en los combates contra los japoneses. En particular, las unidades hakkas de la milicia liderada por los jóvenes comandantes Chiang Shao-tsu (姜紹祖), Wu Tang-hsing (吳湯興) and Hsu Hsiang (徐驤) puso una tenaz resistencia al avance japonés. Entre el 24 y 26 de junio los japoneses tuvieron que regresar a An-ping-chin y la lucha tan importante compromiso para capturar las alturas de Shih-pa-chien-shan (chino tradicional: 十八尖山).  Los japoneses, con una formación superior y mejores armas, con el tiempo conseguido en el lanzamiento de los formosanos de la montaña. Sin embargo, aunque derrotado, los formosanos permaneció varios días en las cercanías de Hsinchu, lo que demuestra en más de una ocasión contra la ciudad.
El 10 de julio los japoneses a enfrentar nuevamente a las milicias Hakka, esta vez en las alturas de Chienbishan(chino tradicional: 尖筆山) cerca de Miaoli. Los formosanos estaban atrincherados, pero no tenían artillería moderna. Los japoneses atacaron desde dos lados y los derrotó. bajas japonesas fueron solo 11 muertos o heridos, mientras que los cuerpos de 200 formosanos muertos fueron recuperados en el campo de batalla. Los japoneses también tomaron 110 prisioneros, uno de los cuales era el líder de 19 años de edad, las milicias Chiang Shao-tsu. El 11 de julio de suicidio cometido por Chiang tomar opio. entonces la espiga de Wu-hsing asumió el mando de las milicias Hakka, y el 23 de julio les guio en retirada a Miaoli (苗栗).

#### Operaciones guerrilleras tras las líneas japonesas
En junio y julio de 1895, mientras que las unidades milicianas formosas disputaron el avance japonés en el campo de batalla, los grupos de insurgentes comenzaron a atacar a Formosa mensajeros aislados y pequeños grupos de soldados japoneses en las rutas entre Taipéi y Hsinchu, tras las líneas japonesas. Los atacantes eran a menudo los aldeanos que habían presentado formalmente en el enfoque de las columnas de japoneses, y los observadores extranjeros condenaron severamente el abuso de la bandera blanca:

El mayor obstáculo que los japoneses se encuentran los habitantes del pueblo que estaba sonriendo en las puertas, sobre las que tenían una bandera blanca, observando las tropas pasar. Para estos nativos a los japoneses al principio había una palabra amable y una sonrisa. Pero apenas fueron las tropas fuera de la vista antes que las pistolas fueron llevados a cabo a través de las puertas mismas y dispararon contra el primer partido lamentable cuyos números eran lo suficientemente pequeñas para que parezca seguro para los ocupantes traicionero. Las tropas ahora regreso y encontrar los cuerpos mutilados de sus compañeros en las calles, mientras que en las puertas y ventanas de las casas cercanas, son los demonios sonrientes y el mismo pabellón blanca, emblema de la paz, todavía flotando sobre sus cabezas culpables.

Los japoneses tomaron represalias brutales cada vez que este tipo de incidentes se producían, matando a aldeanos sospechosos y quemando pueblos enteros.
Uno de los ataques de los insurgentes de mayor éxito se realizó el 11 de julio sobre un grupo de 35 soldados de infantería japoneses, que fueron transmitiendo los suministros por barco desde Taipéi a Tokoham. Los japoneses fueron emboscados, y aunque luchó con valentía, todos menos uno del grupo fueron muertos o tan malheridos que se suicidaron antes de caer vivo en manos del enemigo. Los japoneses persiguieron a los insurgentes y los derrotó el 12 de julio en un compromiso en Long-tampo.
Durante la última semana de julio, los japoneses enviaron expediciones dos veces coordinadas desde Taipéi, Tokoham y Haisoankau para borrar las guerrillas de Formosa lejos de sus líneas de suministro, con la participación grandes fuerzas insurgentes en Sankakeng los días 22 y 23 de julio y en Sinpu el 2 de agosto. Durante los dos barridos de los japoneses fuertes pérdidas infligidas a los insurgentes y sufrido relativamente pocas bajas a cambio.

#### Captura de Miaoli por los japoneses
El 6 de agosto la guardia imperia abandonó Hsinchu y avanzó hacia Miaoli. Los días 6 y 7 de agosto, dos columnas japonesas alejaron a las fuerzas insurgentes de Formosa de Hsinchu, ocupando el centro de resistencia de Peipo.

#### Victoria japonesa en Baguashan y captura de Changhua
El próximo objetivo central de Japón en la ruta sur fue la ciudad amurallada de Changhua. El formosanos se informó que se han reunido sus fuerzas allí para luchar contra una batalla defensiva importante, y Liu Yung-fu se decía que había reforzado la militarización de Formosa con una serie de unidades de élite de Bandera Negra proveniente de su ejército del sur. La captura de Changhua era una propuesta formidable para los japoneses. Las alturas de Baguashan, al norte de la ciudad, estaban fortificadas, y defendida por una fuerte posición de artillería, la batería Bagua (chino tradicional: 八卦砲台). Durante la tercera semana de agosto los suministros japoneses llegó y comenzó los preparativos para lo que espera que sea la batalla decisiva de la campaña.
Los japoneses vuelven a avanzar desde Miaoli el 24 de agosto, ocupando la gran aldea de Koloton el mismo día. El 25 de agosto, continuando su avance hacia el río Toa-to-kei, al norte de Changhua, los japoneses fueron emboscados por una gran fuerza insurgente en el pueblo fortificado de Tokabio. Los japoneses lucharon durante todo el día para limpiar a los insurgentes de su línea de avance, pero el pueblo no se borra por completo hasta la mañana del 26 de agosto. Durante la noche del 26 de agosto, el japonés cerró con un alza del río Toa-a-kei y se preparó el asalto de las posiciones formosas en torno a Changhua.
Durante la noche del 26 de agosto, los japoneses cruzaron el río Toa-a-kei al amparo de la oscuridad, y al amanecer el 27 de agosto japoneses columnas separadas cabo un ataque sorpresa en la batería Bagua y Changhua. En un trabajo de mañana, breve y cortante principios generalmente conocida como la Batalla de Baguashan, los japoneses tomaron por asalto la batería Bagua y ocuparon Changhua. Los formosanos sufrieron fuertes bajas en esta batalla, y dos de sus comandantes, Wu Tang-hsing (吳湯興) and Wu Peng-nien (吳彭年), murieron. Las fuerzas de Formosa cayeron a Chiayi y Lu-kang. La batalla de Baguashan, la mayor batalla jamás librada en suelo taiwanés, fue la participación decisiva de la invasión, y su pérdida condenada la República de Formosa para derrotar temprana. Meros compromisos posteriores aplazaron el final.
La batalla fue una victoria japonesa impresionante, y los observadores extranjeros elogiaron la valentía y la habilidad con que las tropas japonesas habían capturado a una posición tan fuerte tan rápidamente. Para los japoneses, la oportunidad de derrotar a los formosanos en campo abierto fue recibido después de la lucha contra la guerrilla de semana que habían experimentado desde el inicio de su marcha al sur de Taipéi. La batalla puso fin a la resistencia organizada contra los japoneses en el centro de Taiwán. Sin embargo, los japoneses se negaron a seguir hasta la victoria de inmediato. Después de asegurar el puerto costero de  Lu-kang y la ciudad de Perto a finales de agosto, la Guardia Imperial detuvo temporalmente su avance. Durante septiembre se consolidaron sus posiciones alrededor de Changhua y esperaba la llegada de refuerzos importantes de Japón a principios de octubre. Durante este período de calma en la campaña, un brote severo de malaria en Changhua devastó a las fuerzas japonesas, matando a más de 2.000 hombres.

#### Captura de Talibu por los japoneses
La única acción militar de importancia en el centro de Taiwán durante las semanas siguientes a la captura japonesa de Changhua fue una serie de combates a principios de septiembre alrededor de Yunlin. El 3 de septiembre los insurgentes atacaron a la pequeña guarnición japonesa de la aldea de Toapona, al sur de Changhua. refuerzos japoneses se acercó, y los insurgentes fueron derrotados y se retiraron hacia Yunlin. Una compañía de infantería japonesa en las cercanías atacó a los insurgentes en retirada y durante la noche del 3 de septiembre los persiguieron hasta la ciudad amurallada de Talibu, cuyas defensas se exploró. Tres días después, durante la noche del 5 de septiembre, los japoneses regresaron y realizaron un ataque sorpresa de noche en Talibu. La vanguardia japonesa escaló las murallas de la ciudad y abrieron las puertas para sus compañeros, que salieron a las descargas de la ciudad de fusilamiento. La guarnición china huyó en medio de la confusión, y a las 5 a. m. el 6 de septiembre, Talibu fue ocupada por los japoneses de forma segura. Las pérdidas de China y Formosa durante estos pocos días de combates asciende a 130 muertos, mientras que las pérdidas japonesas fueron solo ocho hombres muertos o heridos.

### Tercera fase: Chiayi, Takow y Tainan

#### Un avance en tres frentes

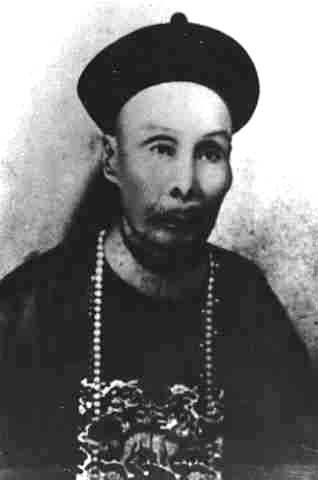
Liu Yung-fu (1837–1917).

Los japoneses vuelven a avanzar en Tainan en la segunda semana de octubre. La llegada de refuerzos fuerte (la 2 ª División Provincial, transferidos desde el 2 º Ejército japonés en Manchuria y parte de la 4 ª División Provincial, de Osaka) les permitió acercarse a Tainan de tres direcciones a la vez. El 10 de octubre dos grupos de trabajo partieron de los Pescadores. El grupo de trabajo más pequeños, 5.460 soldados bajo el mando del príncipe Fushimi, desembarcó en Pa-te-chui(布袋嘴), to the north of Tainan. El grupo de trabajo más grande, 6.330 soldados bajo el mando del teniente general Nogi, desembarcó en Fangliao (枋寮), well to the south of Tainan. Su primer objetivo era capturar el puerto de Takow 打狗 (1921 renamed Kaohsiung 高雄), twenty-five miles to the north. Mientras tanto, la División de Guardias Imperiales, entonces en Changhua, recibió la orden de seguir adelante hacia la prensa de Tainan. La división, 14.000 fuertes cuando aterrizó en Taiwán a finales de mayo, había sido tan reducida por la enfermedad que podría ahora solo con dificultad puso 7.000 hombres en el campo. Sin embargo, los japoneses tenían ahora los números para hacer una final de la campaña. Un poco menos de 20.000 soldados japoneses ahora se acercarían a Tainan al mismo tiempo, desde el norte, el noreste y el sur. Liu Yung-fu probablemente podría desplegar una fuerza más grande, pero los chinos y formosanos por ahora luchando simplemente para evitar la derrota. Tenían pocas esperanzas de detener el avance japonés en Tainan.

#### Captura de Yunlin y Chiayi por los japoneses
La División de Guardias Imperiales inició su marcha desde el sur de Changhua el 3 de octubre. El 6 de octubre de guardia de la división avance derrotó a una fuerza de 3.000 insurgentes en Talibu. El 7 de octubre, la división luchó una acción importante con los insurgentes en Yunlin, expulsándolos de una serie de posiciones fortificadas. El 9 de octubre, la división luchó en la segunda batalla más grande de la campaña, la Batalla de Chiayi, de tomar por asalto la ciudad amurallada de Chiayi, donde los insurgentes habían decidido adoptar una postura determinada. Según el informe, los chinos y formosanos numerada 10 000 hombres e incluye tanto las unidades regulares y voluntarios. La cifra real probablemente fue alrededor de 3.000 hombres, pero los insurgentes estaban rígidas por una fuerza de 600 Banderas Negro, que ahora lucharon contra los japoneses por primera vez durante la campaña, y también desplegó cañones y ametralladoras en las paredes de la ciudad. Después de un bombardeo preliminar con su artillería de montaña a los japoneses treparon por los muros y se rompió en la ciudad. Los insurgentes fueron derrotados, dejando más de 200 muertos en el campo. El total de bajas en la División de Guardias Imperiales en los compromisos librada entre 3 y 9 de octubre fueron de 14 muertos y 54 heridos. La división recibió la orden de detenerse en Chiayi y esperar hasta el norte de la expedición del norte del príncipe Fushimi fue a tierra en Pa-te-chui antes de continuar su avance.

#### La oferta de rendición condicional de Liu Yung-fu
El 10 de octubre, desanimados por la noticia de la caída de Chiayi, Liu Yung-fu hecho una oferta de rendición condicional a los japoneses. Pidió que no se de Formosa debe ser castigado por haber tomado las armas contra los japoneses, y que todos los soldados chinos en Taiwán aún deben ser tratados hospitalariamente y repatriados a Cantón o Amoy. La oferta de rendición fue comunicado a la sede japonesa en Makung en Pescadores por el buque de guerra británico HMS Pique, ahí los japoneses respondieron que enviarían un barco de guerra a Anping, el puerto de salida de Tainan, el 12 de octubre para discutir las propuestas de Liu. El 12 de octubre, el crucero japonés Yoshino arribó a Anping, pero Liu Yung-fu se negó a subir a bordo, tal vez por temor a la traición. Los japoneses le informaron que iban a aceptar solo la rendición incondicional.

#### Victoria japonesa en Shau-lan

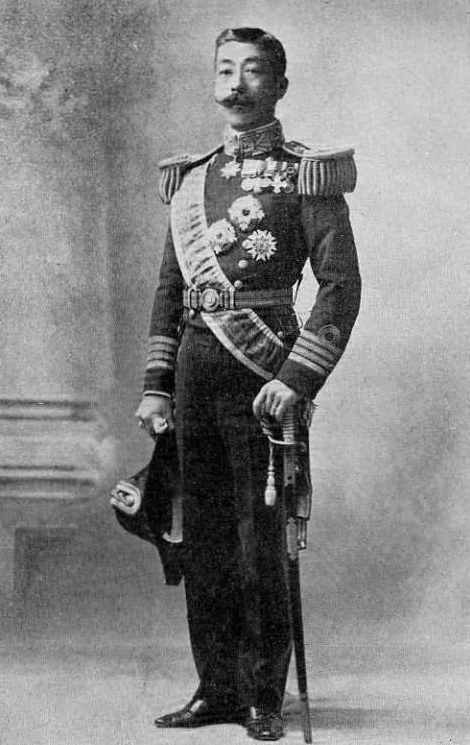
Almirante de la flota Su Alteza Imperial Príncipe Yorihito Higashi-Fushimi.

Mientras tanto, las otras dos columnas japonesas estaban haciendo sentir su presencia. La columna norte del Príncipe Fushimi, que incluía la 5 ª y 17 regimientos de la infantería, desembarcó en Pa-te-chui el 10 de octubre. La división luchó varias acciones a paso ligero durante su avance hacia el sur. Estos incluyen una acción a Kaw-wah-tau el 12 de octubre, en la que las bajas japonesas fueron leves, y un compromiso de cerca de Kiu-sui-kei el 16 de octubre para desenganchar una compañía del 17.º Regimiento que había sido rodeado por los insurgentes, en que los japoneses sufrieron bajas de 9 muertos y 10 heridos y el enemigo por lo menos 60 muertos. El 18 de octubre, el 5 º Regimiento de Infantería, apoyados por una batería de artillería y un escuadrón de caballería, derrotó a los insurgentes en Ongo-ya-toi.  Las bajas japonesas fueron 3 muertos y 14 heridos, mientras que el enemigo dejó 80 muertos en el campo de batalla. El mismo día el 17° Regimiento se reunió con formosanos en Tion-sha e infligió una dura derrota sobre ellos. Las pérdidas formosanas se calcularon en alrededor de 400 muertos, mientras que en la parte japonesa fue herido de un solo funcionario. Mientras tanto, la brigada de la guardia de avanzada de una fuerza insurgente desalojados con alrededor de 4.000 hombres y armados con rifles de repetición de la localidad de Mao-tau, al sur del río So-bnug-go, pero sufrió un número relativamente alto, al hacerlo. El 19 de octubre, en una batalla para capturar el pueblo fortificado de Shau-lan, los japoneses tuvieron una revancha. El 17.º Regimiento atrapó una fuerza de 3.000 insurgentes en el casco urbano y causó bajas muy fuertes sobre ellos cuando lo asaltaron. Casi un enemigo mil cuerpos fueron contados después de esta masacre. las pérdidas japonesas fueron solo 30 hombres muertos o heridos, entre ellos 3 oficiales.

#### Captura de Takow por los japoneses
La columna sur del teniente general Nogi, compuesta por 6.330 soldados, 1.600 peones y 2.500 caballos militares, desembarcó en Fangliao el 10 de octubre, y entabla una fuerza de milicianos formosanos en Ka-Tong-ka (茄苳腳), la moderna Chiatung (佳冬), el 11 de octubre. La Batalla de Chiatung, fue una victoria japonesa, pero los japoneses sufrieron sus más fuertes bajas de combate de la campaña en el encargo-16 hombres muertos y 61 heridos. Tres oficiales se encontraban entre las víctimas. En la columna 15 de octubre de Nogi se acercó al importante puerto de Takow (打狗), moderno Kaohsiung (高雄), pero descubrió que la armada japonesa había sido sacada a golpes. Dos días antes, el 13 de octubre, los fuertes de Takow habían sido bombardeados y silenciados por los cruceros japoneses Yoshino, Naniwa, Akitsushima, Hiei, Yaeyama y Saien, y una fuerza de desembarco naval había sido puesto a tierra para ocupar la ciudad. Frustrado de su premio, los hombres de Nogi siguieron adelante, y capturaron la ciudad de Pithau el 16 de octubre. Al 20 de octubre se encontraban en el pueblo de Ji-chang-hang, a pocos kilómetros al sur de Tainan. Allí, en la noche del 20 de octubre, se recibió una oferta de rendición incondicional de los comerciantes chinos de Tainan.

#### Huida de Liu Yung-fu

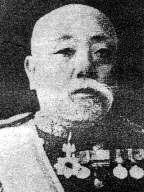
Almirante Arichi Shinanojo.

Todas las tres columnas japonesas estaban ya a corta distancia de Tainan, y el 20 de octubre, dando cuenta de que la guerra estaba perdida, Liu Yung-fu se disfrazó como un culí y huyó a Amoy en la China continental a bordo del buque mercante británico SS Thales. El barco fue perseguido por el crucero japonés Yaeyama y abordado por los marineros japoneses, que no reconocieron a Liu Yung-fu, pero lo arrestaron y varios de sus compañeros bajo sospecha. El capitán británico protestó enérgicamente en este registro ilegal, y cuando el buque mercante llegó Amoy los detenidos, incluyendo Liu Yung-fu, fueron puestos en libertad. El almirante Arichi Shinanojo, comandante de la flota japonesa en la invasión de Taiwán, fue obligado a renunciar como consecuencia de una reclamación británica posterior a Japón. Solo más tarde se dan cuenta de lo cerca que Japón había llegado a la captura de Liu.

#### Capitulación de Tainan
Tainan se rindió a los japoneses el 21 de octubre. Su captura puso fin a la resistencia seria de Formosa e inauguró efectivamente la época del gobierno colonial japonés en Taiwán. Takekoshi dio el siguiente relato de la rendición de Tainan:

Tras la huida del general Liu, los restos de su parte vagaban por la ciudad sin saber qué hacer, hasta que los extranjeros, miedo de que se comience el saqueo, logró convencerlos de que depongan las armas. Esta operación se llevó a la totalidad de un día, entre 7.000 y 8.000 fusiles de ser finalmente puesto en custodia segura.  Luego dos misioneros ingleses, los señores Fergusson y Barclay, acudieron a la sede japonesa a unas pocas millas al sur de la ciudad, con una carta de los residentes chinos diciendo que los soldados habían puesto todas sus armas y desapareció, y pidiendo a los japoneses a entrar rápidamente y hacer cumplir el orden. General Nogi entró en la ciudad el 21 de octubre y el resto del ejército poco después. Así Formosa llegó a nuestro poder, en realidad, así como en nombre.

## Bajas

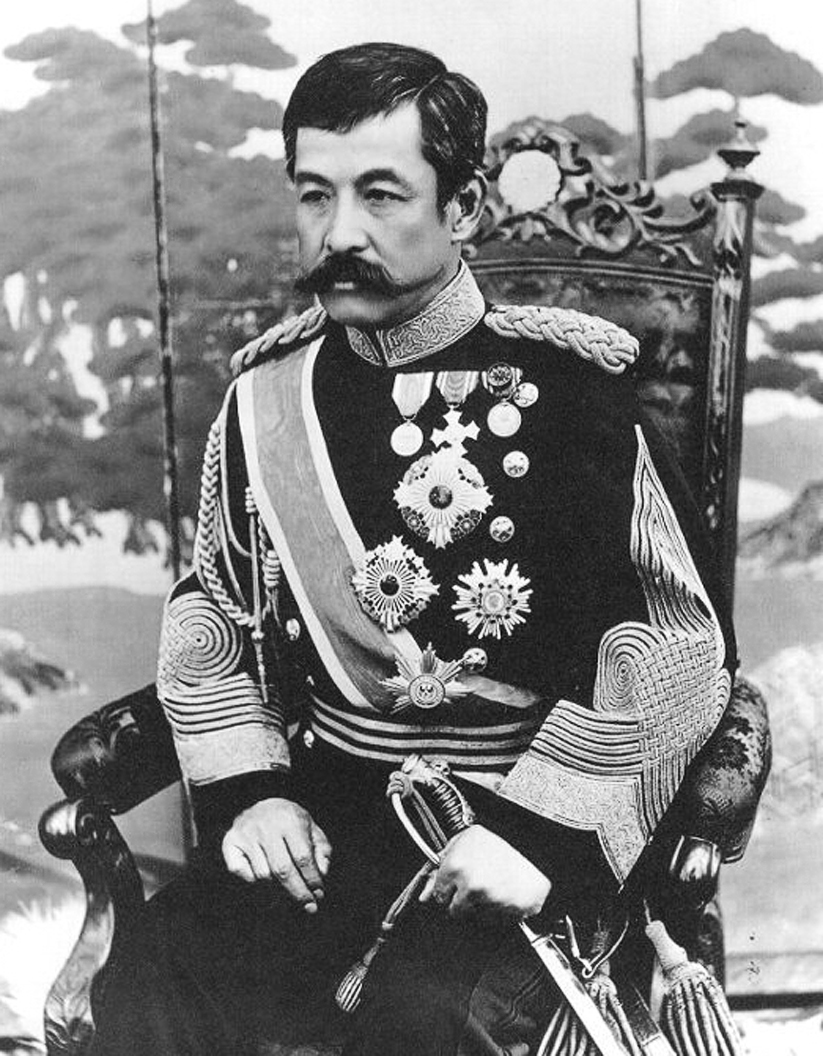
Príncipe Kitashirakawa Yoshihisa (1847–95).

Las víctimas japonesas de combate en la invasión de Taiwán fueron relativamente ligeras: 164 oficiales y soldados muertos y 515 heridos. Las bajas por enfermedad, el cólera y la malaria en particular, eran mucho más altas. El brote de cólera en las islas Pescadores al final de marzo de 1895 mató a más de 1500 soldados japoneses, e incluso un número mayor de soldados japoneses murieron en septiembre de 1895 a raíz del brote de malaria en Changhua, poco después de su caída en manos japonesas. Según fuentes japonesas, 4.642 soldados murieron en Taiwán y las Islas Pescadores de la enfermedad. Al final de la campaña, 5.246 soldados japoneses habían sido hospitalizados en Taiwán y otros 21.748 soldados habían sido evacuados de regreso a Japón para su tratamiento.
Las bajas japonesas por la enfermedad incluyeron al príncipe Kitashirakawa Yoshihisa, que cayó enfermo de malaria, el 18 de octubre. Su estado empeoró rápidamente y murió en Tainan, el 28 de octubre, siete días después de la capitulación de la ciudad ante los japoneses. Su cuerpo fue llevado a Anping, el puerto de Tainan, por una tropa de luchadores que con el permiso especial imperial había acompañado a la División de la Guardia Imperial, y enviado de vuelta al Japón para su entierro a bordo del vapor Saikio Maru.  El crucero Yoshino acompañó el cuerpo del príncipe de regreso a Japón. Una historia muy difundida en Taiwán en ese momento, de que la causa de la muerte del príncipe se debió a una herida que recibió durante la batalla de Baguashan, es completamente falsa.
Las bajas chinas y formosanas fueron mucho más altas, pero son difíciles de estimar. Los japoneses recuperaron los cadáveres de alrededor de 7.000 soldados enemigos de los campos de batalla distintos de la guerra, y el número total de China y Formosa muertos se ha estimado en unos 14.000.

## Epílogo
Las últimas unidades de la milicia de Formosa todavía en armas fueron derrotadas el 26 de noviembre de 1895 en la Batalla de Changhsing, conocida popularmente en Taiwán como la Batalla del Pueblo Ardiente (chino tradicional: 火燒庄戰役). Durante esta batalla las tropas japonesas prendieron fuego y tomaron por asalto el pueblo de Changhsing (en chino tradicional: 長興村), Pingtung, contra una resistencia determinada por una fuerza de milicianos hakka y campesinos armados bajo el mando de Chiu Feng-yang (邱鳳揚). Los formosanos sobrevivientes se dispersaron después de esta derrota.
Japón ganó la posesión de Taiwán y las islas Pescadores con el Tratado de Shimonoseki, y la exitosa invasión japonesa de Taiwán confirmó a los japoneses en su poder. Taiwán se mantuvo bajo el estricto control de Japón hasta 1945, y todas las unidades regulares del ejército chino aún en la isla se disolvió completamente o fueron enviadas de vuelta a China. Los empresarios que habían apoyado a los japoneses durante la invasión prosperaron bajo su gobierno. A Koo Hsien-jung, quien había invitado a los japoneses en Taipéi en los primeros días de junio de 1895, se le concedió derechos exclusivos de negocios en Taiwán, convirtiéndose en el más rico de Taiwán de su tiempo. Su hijo Koo Chen-fu heredó su riqueza y fundó el Koos Group, que dominó el sector empresarial del Taiwán moderno.
Aunque el ejército japonés había derrotado a las fuerzas de la milicia china regular y Formosa con poca dificultad, un número de bandas de guerrillas planteada a nivel local mantuvo una insurgencia contra los japoneses durante los siete años siguientes. La insurgencia inicialmente prosperó porque el grueso de la fuerza de invasión fue repatriada después de la rendición de Tainan, por lo que durante varios meses hubo relativamente pocas tropas japonesas a la izquierda en el suelo de Taiwán. Los japoneses respondieron a la resistencia de continuar con un "palo y zanahoria" cuidadosamente calibrado: la política de concesión de indulto a los insurgentes que depusieron las armas, mientras que la caza y la aniquilación a los que no, y la toma de medidas de represalia brutal contra los pueblos que se crea albergan guerrilleros.
En 1902 la mayor parte de las unidades de guerrilla de Formosa o bien habían sido eliminados o se habían rendido, pero un grupo guerrillero liderado por Lin Shao-mao (林少貓) mantuvo una espina en el costado de los japoneses. Lin continuó hostigando a los japoneses, y él y sus hombres fueron perseguidos y asesinados finalmente en un compromiso importante el 30 de mayo de 1902. A los ojos de los japonés, el exterminio de la banda de Lin marcó el final del proceso de «pacificación» de Taiwán, aunque un bajo nivel de violencia continuó durante varios años.

## Influencia cultural
Poco conocida fuera de Taiwán, la guerra de 1895 entre los japonenses y el movimiento de resistencia de Formosa fue representada en la película 1895, liberada en noviembre de 2008.